# Marcello Venusti

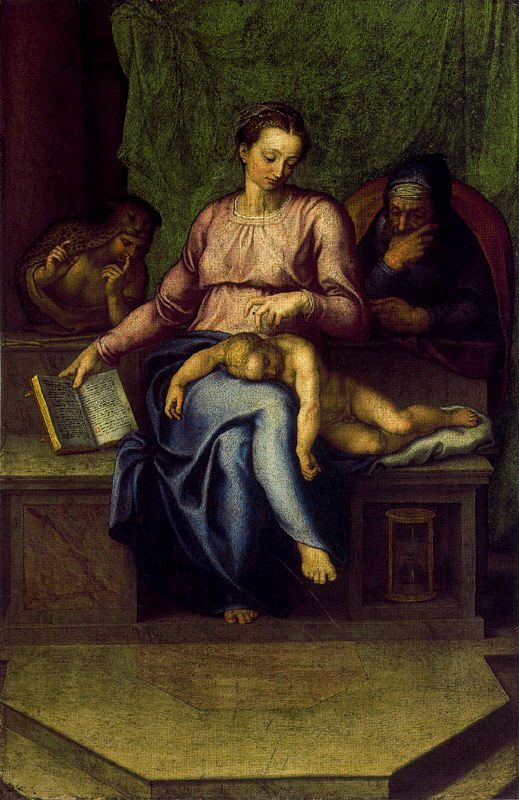
Marcello Venusti, Heilige Familie, Öl auf Holz, 43,2 × 28,6 cm, ca. 1565. National Gallery, London

Marcello Venusti (* um 1512 in Mazzo di Valtellina; † 15. Oktober 1579 in Rom) war ein italienischer Maler des Manierismus, der in Rom um die Mitte des 16. Jahrhunderts aktiv war.

## Leben
Das Geburtsdatum von Marcello Venusti ist nicht bekannt. Je nach Quelle wird das Geburtsjahr um 1512 oder zwischen 1512 und 1515 angegeben. Er entstammte einer wohlhabenden Familie, der Prälaten, Ärzte und Notare, aber auch ein Maler, Francesco Venusti, angehörten und womöglich sein erster Lehrer war.
Seine Ausbildung zum Maler setzte er bei Vincenzo de Barberis fort, mit dem er wahrscheinlich 1531 nach Mantua zog. Dort lernte er Giulio Romano kennen, der in künstlerisch beeinflusste. In Mantua legte er sich auch den Spitznamen Il Mantovano zu. Zwischen 1533 und 1534 ging er nach Genua zu Perino del Vaga, der ihn ebenfalls beeinflusste. Womöglich Ende 1537 langte Marcello Venusti im Gefolge des Perino, dem auch Guglielmo della Porta angehörte, in Rom an. Mit della Porta bestand wahrscheinlich sogar eine familiäre Beziehung, da er mit einer Tarquinia della Porta verheiratet war. Aus der Ehe ging der Sohn Michelangelo hervor, den er aus Verehrung zu Michelangelo Buonarroti so benannte.
Bekannt ist Marcello Venusti für eine Kopie in Öl von Michelangelos Jüngstes Gericht im Auftrag von Alessandro Farnese, das noch zu Lebzeiten des Vorbildes fertig und gutgeheißen wurde (heute Museo di Capodimonte). Es gibt das Fresko noch vor der Drapierung der nackten Figuren um 1560 wieder.

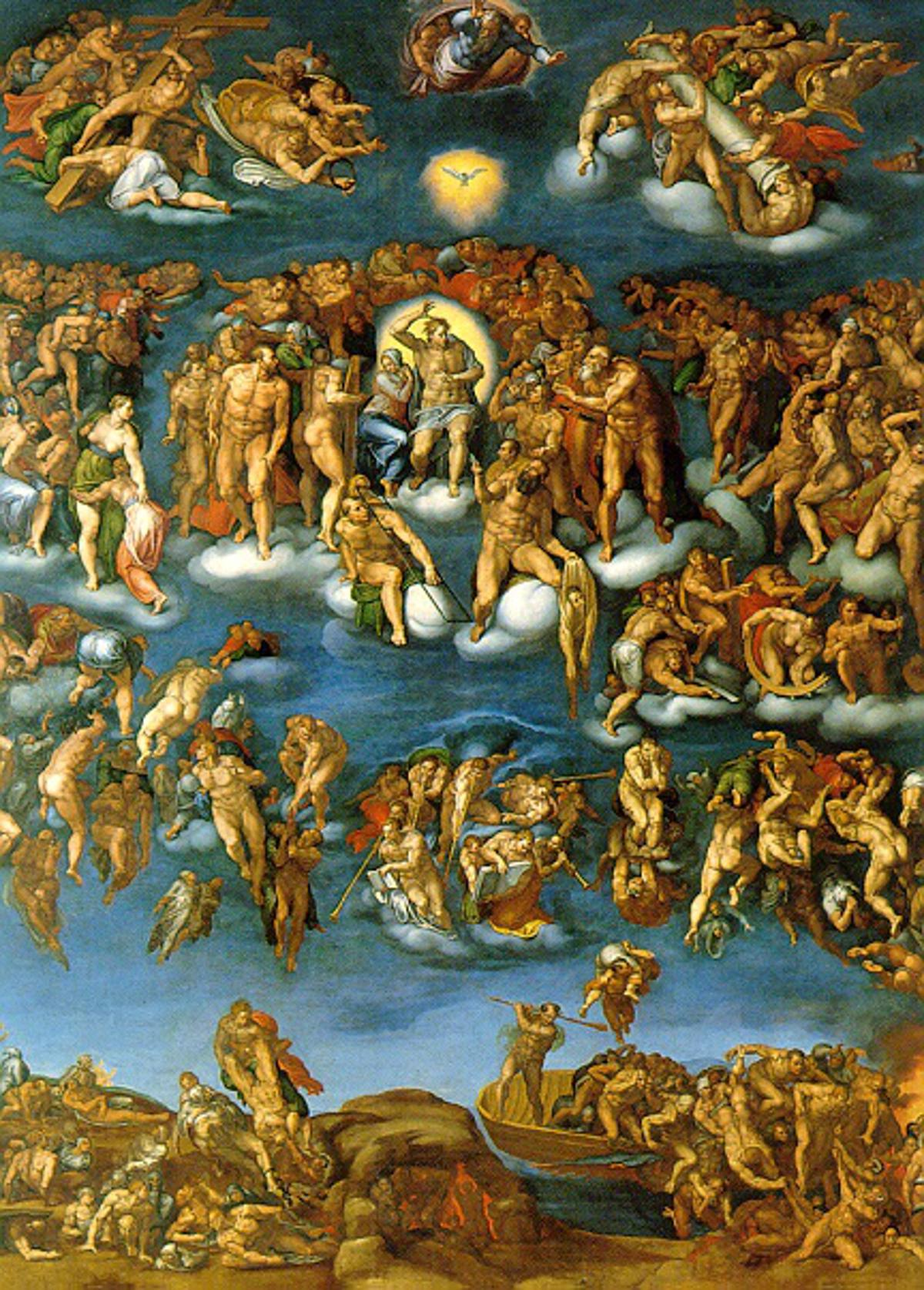
Marcello Venusti, Juicio Universal, Tempera Grassa, 1549

Das Gemälde Christus im Garten ist in der Galleria Doria Pamphilj. Buonarroti beauftragte ihn, eine Verkündigung nach seiner Zeichnung für die Capella Cesi in der Kirche Santa Maria della Pace zu malen. Im Palazzo Borghese gibt es Christus trägt sein Kreuz nach einer Zeichnung Michelangelos.
Auch werden Venusti eine Reihe von Altarwerken für römische Kirchen zugerechnet, so in Santa Maria sopra Minerva, für die erste Kapelle links Der auferstandene Christus erscheint Maria Magdalene. Für die Kirche San Silvestro al Quirinale malte er Geburt Christi in der dritten Kapelle. Für Santa Caterina dei Funari malte er Johannes der Täufer predigend für die Hauptkapelle rechts.

## Werke
- Christus an der Säule, La Salle University Art Museum, Philadelphia
- Christus im Garten, Galleria Doria Pamphilj
- Michelangelo (Porträt um 1535), (36 × 27 cm), Casa Buonarrotti, Florenz
- Fresken in der Kapelle der Rosenkranzmadonna (Cappella Capranica), Santa Maria sopra Minerva (Rom), 1573
- Fresken in der Kapelle San Giovanni Battista, Santa Caterina dei Funari, Rom, vor 1570
- Die Heilige Familie, National Gallery (London)

## Literatur

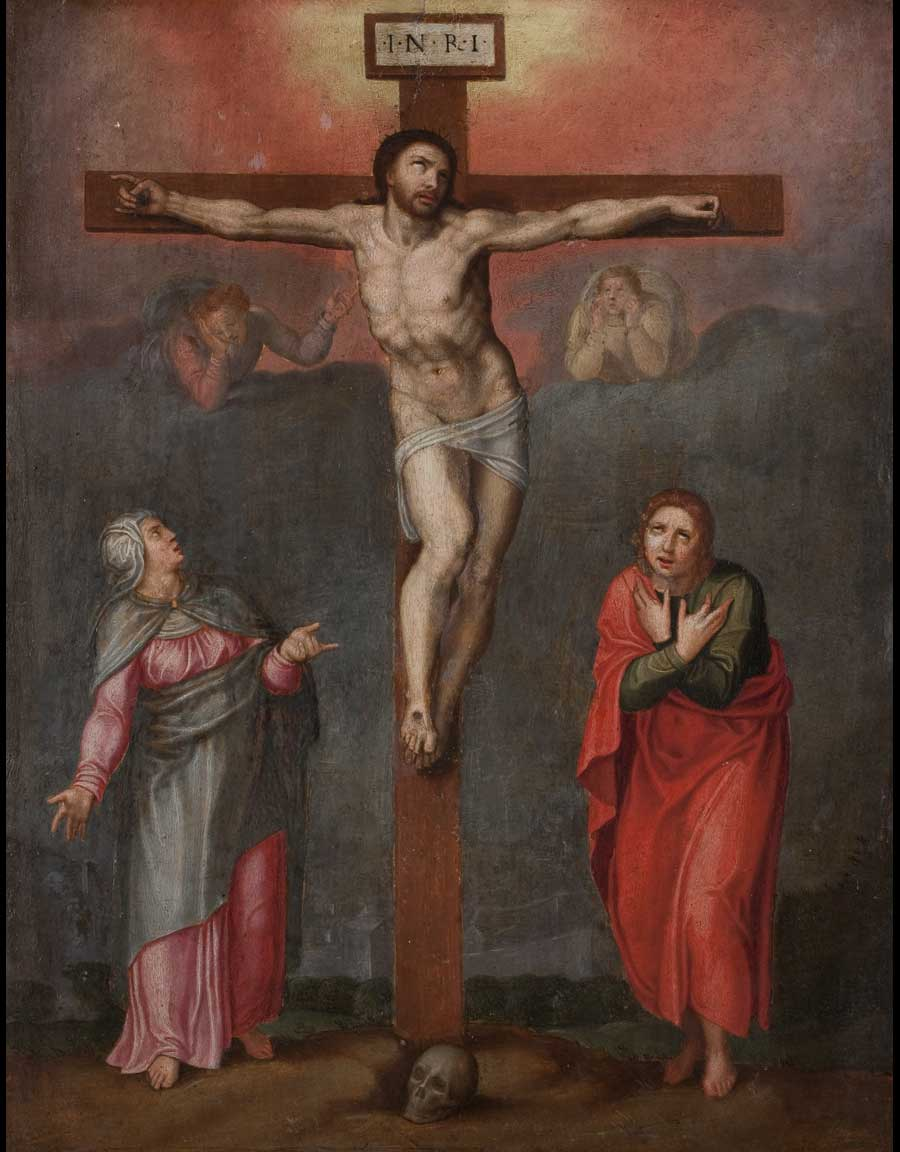
Die Kreuzigung, um 1550

## Einzelbeleg
1. ↑  Biography of VENUSTI, Marcello in the Web Gallery of Art. Abgerufen am 22. November 2020.
2. 1 2  Marcella Marongiu: Marcello Venusti. In:  Dizionario Biografico degli Italiani (DBI).
3. ↑  Il microcosmo della pittura; Francesco Scannelli; Cesena (1657); S. 186.